# Allocosa zualella
Allocosa zualella là một loài nhện trong họ wolfspinnen (Lycosidae).
Loài này thuộc chi Allocosa. Allocosa zualella được Embrik Strand miêu tả năm 1907.